# 巴免東渡輪碼頭
巴免東渡輪碼頭（英語：Darling Street ferry wharf），又稱打令街渡輪碼頭，位於澳洲新南威爾斯州雪梨港，服務於雪梨巴免東。

## 外部連結
维基共享资源上的相關多媒體資源：巴免東渡輪碼頭
- Balmain East Wharf at Transport for New South Wales (Archived 11 June 2019)
- Balmain East Locality Map （页面存档备份，存于） Transport for NSW